# Musculus flexor digiti minimi brevis

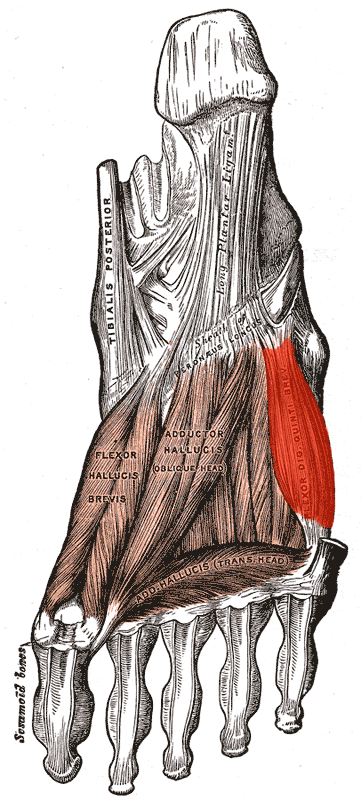
Muskelns placering

Musculus flexor digiti minimi brevis, den korta lilltåböjarmuskeln, är en skelettmuskel på fotens undersida som böjer lilltån neråt. 
Muskelns ursprung är ligamentum plantare longum och femte metatarsalbenets bas. Fästet är basen på det innersta benet (proximalfalangen) i lilltån. 
Muskeln böjer lilltån i leden mellan själva foten och tån. Nerven som går till muskeln är nervus plantaris lateralis, en gren av nervus tibialis, som i sin tur är en gren av nervus ischiadicus (ischiasnerven) från S1- och S2-nervrötterna.